# Frida Svensson (athlétisme)
Pour les articles homonymes, voir Frida Svensson et Svensson.
Åsa Frida Svensson (née Johansson, le 5 janvier 1970 à Ljusdal) est une athlète suédoise, spécialiste du 400 mètres haies.                     

## Biographie
Frida Svensson est une spécialiste du 400 mètres haies. Elle a figuré pendant 12 ans comme une des meilleures athlètes en Suède, et 9 ans parmi les meilleurs 25 mondiaux.
À 15 ans, elle gagne sa première médaille aux championnats de Suède, sur 300 mètres haies avec un temps de 45 s 42. En 1987 et 1988, elle remporte encore deux médailles d'or sur la même distance.
En 1988, elle participe aux championnats du monde juniors sur 400 m haies, terminant 4e en 58 s 72, record personnel. 
En 1991, Frida Svensson prend part aux championnats du monde à Tokyo, où elle est éliminée en demi-finale avec le 10e temps (55 s 36).
En 1992, elle participe aux Jeux olympiques et termine 7e en demi-finale et 14e au total avec un temps de 55 s 85. 
Jusqu'en 2000, elle gagne 10 médailles aux championnats de Suède (3 or, 5 argent, 2 bronze) sur sa discipline de prédilection. Elle a également été demi-finaliste lors de deux championnats du monde et deux championnats d'Europe. 
Après sa carrière, passionnée par l'athlétisme, elle fonde en 2007 un club d'athlétisme pour les jeunes : le Versoix Athlétisme. 

### Palmarès
| Date | Compétition                   | Lieu    | Résultat | Performance |
| ---- | ----------------------------- | ------- | -------- | ----------- |
| 1988 | Championnats du monde juniors | Sudbury | 4e       | 58 s 72     |

### Records
| Épreuve         | Performance   | Lieu       |
| --------------- | ------------- | ---------- |
| 100 m           | 12 s 64       | Borås      |
| 200 m           | 25 s 18       | Göteborg   |
| 400 m           | 54 s 35       | Gävle      |
| 800 m           | 2 min 13 s 60 | Hudiksvall |
| 60 m haies      | 8 s 79        | Lidingö    |
| 100 m haies     | 14.23         | Göteborg   |
| 400 m haies     | 55 s 36       | Tokyo      |
| Saut en hauteur | 1,58 m        | Ljusdal    |